# Лејк Мид (Пенсилванија)
Лејк Мид (енгл. Lake Meade) насељено је место без административног статуса у америчкој савезној држави Пенсилванија.

## Демографија
По попису из 2010. године број становника је 2.563, што је 731 (39,9%) становника више него 2000. године.
| Група             | 2000.         | 2010.         |
| Белци             | 1.788 (97,6%) | 2.492 (97,2%) |
| Афроамериканци    | 7 (0,4%)      | 4 (0,2%)      |
| Азијати           | 1 (0,1%)      | 11 (0,4%)     |
| Хиспаноамериканци | 21 (1,1%)     | 47 (1,8%)     |
| Укупно            | 1.832         | 2.563         |